# Alai Osch
Der FK Alai Osch (kirgisisch Алай Ош Футбол Клубу Alaj Oş Futbol Klubu) ist ein kirgisischer Fußballverein aus Osch. Aktuell spielt der Verein in der ersten Liga.

## Vereinsgeschichte
Gegründet wurde der Verein im Jahre 1960. Nach der Unabhängigkeit Kirgisistans gehörte Alai zu den Gründungsmitgliedern der höchsten kirgisischen Liga und belegte in der Premierensaison den dritten Tabellenrang. In der Spielzeit 2013 wurde das nationale Double geschafft, als das Team die kirgisische Liga und den nationalen Pokal gewinnen konnte.

## Vereinserfolge
- Kirgisischer Meister: 2013, 2015, 2016, 2017
- Kirgisischer Vizemeister: 2018, 2019, 2022, 2023
- Kirgisischer Pokalsieger: 2013, 2020
- Kirgisischer Pokalfinalist: 1992, 1994, 1997, 1998, 2000, 2009, 2016, 2017, 2018
- Kirgisischer Supercupsieger: 2017, 2018, 2023

## Trainer
| Trainer            | Nation        | von              | bis               |
| ------------------ | ------------- | ---------------- | ----------------- |
| Boris Streltsov    | Russland      | 1. Januar 2013   | 31. Dezember 2014 |
| Vladimir Vlasichev | Kirgisistan   | 1. Januar 2015   | 29. Februar 2016  |
| Bakytbek Mamatov   | Kirgisistan   | 1. Januar 2016   | 31. Dezember 2020 |
| Aybek Tatanov      | Kirgisistan   | 1. Januar 2016   | 31. Dezember 2017 |
| Nemat Kosokov      | Kirgisistan   | 1. Juli 2016     | 31. Dezember 2019 |
| Zamir Dalashov     | Kirgisistan   | 13. August 2020  | 31. Dezember 2020 |
| Numonjon Yusupov   | Tadschikistan | 5. Januar 2021   | 25. Juni 2021     |
| Aleksandr Beldinov | Kirgisistan   | 25. Juni 2021    | 5. Januar 2022    |
| Mirlan Eshenov     | Kirgisistan   | 4. November 2021 | 1. Januar 2023    |
| Aybek Tatanov      | Kirgisistan   | 26. Januar 2023  | 31. Dezember 2024 |
| Bakytbek Mamatov   | Kirgisistan   | 1. Januar 2025   |                   |